# LucasArts
LucasArts Entertainment Company LLC fou una empresa estatunidenca desenvolupadora i editora de videojocs fundada per George Lucas el 1982. L'empresa va ser famosa per la seva innovadora línia de jocs d'aventura gràfica, l'èxit crític i comercial dels quals va arribar al seu punt màxim a mitjans dels anys 1990. Ha publicat principalment jocs basats en la franquícia de Star Wars.
Després de l'adquisició de Lucasfilm per The Walt Disney Company el 2012, Disney va tancar LucasArts com un desenvolupador intern el 3 d'abril de 2013, i va acomiadar el seu personal, convertint l'empresa en una entitat concessionària de llicències, per desenvolupar jocs futurs basats en les propietats de Lucasfilm.

## Història
L'empresa va ser fundada el maig de 1982 com el grup de desenvolupament de videojocs de Lucasfilm Limited, la companyia productora de pel·lícules de George Lucas. Lucas volia que la seva empresa es diversifiqués en altres àrees d'entreteniment, de manera que va crear el Lucasfilm Games Group com a part de la divisió d'ordinadors Lucasfilm.

### La primera dècada
El Grup de Lucasfilm Games va cooperar inicialment amb Atari, que va ajudar a finançar la fundació del grup de videojocs, per produir videojocs. Els primers resultats d'aquesta col·laboració van ser jocs d'acció molt originals com Ballblazer el 1984, i Rescue on Fractalus!. Les versions beta de tots dos jocs es van filtrar a BBSs pirates exactament una setmana després que Atari hagués rebut còpies no protegides per a una revisió de màrqueting, i van estar en circulació mesos abans de la data de llançament prevista. El 1984, van ser publicats per a l'Atari 5200 sota l'etiqueta de Lucasfilm Games. Les versions per a ordinadors domèstics no van ser llançats fins a 1985, per l'editorial Epyx. Els propers dos jocs de Lucasfilm eren Koronis Rift i el Eidolon. Els seus primers jocs van ser desenvolupats solament per Lucasfilm, i un editor distribuïa els jocs. Atari va publicar els seus jocs per als sistemes Atari, i Activision i Epyx farien la seva publicació per ordinador. Maniac Mansion va ser el primer joc publicat i desenvolupat per Lucasfilm Games.
La carta de principis de Lucasfilm Games era fer videojocs experimentals, innovadors i tecnològicament avançats. Habitat, un dels primers en la línia dels jocs de rol, en va ser un. Només va ser llançat com una prova beta en 1986 per Quantum Link, un servei en línia per al Commodore 64. Quantum Link no podia proporcionar l'amplada de banda i a l'hora de donar suport al joc, de manera que Habitat mai va ser llançat fora de la prova beta. No obstant això, Lucasfilm Games va recuperar el cost de desenvolupament mitjançant el llançament d'una versió petita anomenada Club Caribe el 1988. Lucasfilm més tard va donar la llicència del software a Fujitsu, que va llançar al Japó com Fujitsu Habitat el 1990. Fujitsu més tard va llincenciar Habitat per a la seva distribució arreu del món, i va llnaçar una versió actualitzada anomenada WorldsAway el 1995. L'última versió d'Habitat encara es diu WorldsAway, i es pot trobar a MetroWorlds.
El 1990, en una reorganització de les Lucas companies, la divisió de jocs de Lucasfilm va passar a formar part de la recentment creada LucasArts Entertainment Company, juntament amb Industrial Light & Magic i Skywalker Sound. Més tard ILM i Skywalker Sound es van consolidar en Lucas Digital Ltd. i LucasArts es va convertir en el nom oficial de l'antiga divisió de jocs.
En el mateix any, LucasArts va començar a publicar The Aventurer, la seva pròpia revista de jocs on es podia llegir sobre els seus propers jocs i entrevistes amb els desenvolupadors. L'última es va publicar en 1996.

### iMUSE
iMUSE (Interactive Music Streaming Engine) és un sistema interactiu de música que s'utilitza en una sèrie de videojocs de LucasArts. Es sincronitza la música amb l'acció visual en el joc i les transicions d'un tema musical a un altre. iMUSE va ser desenvolupat en la dècada de 1990 pels compositors Michael Land i Peter McConnell. El sistema està patentat per LucasArts, i es va afegir al motor de joc SCUMM en 1991. El primer joc en utilitzar iMUSE va ser Indiana Jones and The Fate of Atlantis i s'ha utilitzat en tots els jocs d'aventura de LucasArts. També s'ha utilitzat per a alguns títols de LucasArts d'altres gèneres, com Star Wars: X-Wing (versió DOS), Star Wars: TIE Fighter (versió DOS), i Star Wars: Dark Forces.

### Reestructuració de Jim Ward
A l'abril de 2004, Jim Ward, vicepresident de màrqueting, en línia i distribucions globals de Lucasfilm, va ser nomenat president de LucasArts. Ward, va portar a terme una auditoria de dalt a baix de la infraestructura de LucasArts, i va descriure l'estat de l'empresa com "un bon embolic". El 2003, LucasArts havia recaptat poc més de $ 100 milions, d'acord amb NPD, principalment dels títols Star Wars, significativament menys dels ingressos bruts dels millors títols individuals de l'any, com ara Halo. Ward, va elaborar un pla d'inversió de cinc anys per tornar a muntar l'empresa. La prioritat de Ward era fer el treball de desenvolupament del joc intern de LucasArts fos efectiu i s'adaptés a la indústria de jocs en evolució.

### Últims anys com a part d'un Lucasfilm independent
Jim Ward va deixar la companyia a principis de febrer de 2008, per raons personals. Va ser reemplaçat per Howard Roffman com a president interí. Darrell Rodriguez, que va venir d'Electronic Arts, es va quedar el lloc de Roffman a l'abril de 2008. Aproximadament un mes abans del llançament de Star Wars: The Force Unleashed II LucasArts havia reduït l'estudi de desenvolupament intern. El joc va rebre una puntuació mediocre d'alguns mitjans de comunicació, com IGN, GameSpot i GameTrailers. Després del llançament, com a resultat hi va haver un petit ajust en la dotació de personal i fins i tot més acomiadaments.

### Adquisició per part de Disney
El 30 d'octubre de 2012, LucasArts va ser adquirida per la companyia Walt Disney a través de l'adquisició de la seva empresa matriu Lucasfilm en una oferta de $4.05 mil milions. Un representant de Disney va declarar que la intenció en el moment era que tots els empleats de Lucasfilm i als seus afiliats es mantinguessin en les seves posicions actuals.